# 能力测试
能力测试（achievement test）是用于检测个人技能或知识的测试。一般来说能力测试指的是针对评价个人在学到特定等级的技能（或者知识）后的掌握程度的一种标准化测试。这种考试前通常有计划性的考前辅导，例如实习和针对考试的课堂辅导。而资质考核通常有别于能力测试，因为资质考核的测试结果比能力测试更能够表现个人的能力和和考核结果能够受到普遍承认。
能力测试的结果常常作为教育系统确认为某位已准备好的学生提供某个等级的指导的依据。较高的测试成绩往往表明学生已经掌握此等级的技能（或知识），并有能力接受更高程度的学业辅导；测试成绩偏低则意味着该学生还未能掌握此等级的技能，需要补习或者重修课程来达到掌握本等级课程的目的。
受不让任何孩子落后法案的影响，能力测试已采取除了测试之外评定学生熟练程度的方式。认定学生对知识是否熟练掌握的标准是学生是否掌握一系列该等级的技能的考试的要点。有效的训练能够在一个学年里学到更多的知识和技能，此外还可以提高能力测试的成绩，也能培养更多的具有熟练技能的学生。
当填写能力测试报告的项目时，填写人都会把测试的测试标准内容列表作为开头，用以详细说明在这一学年里这学生究竟学了多少。填写人的目的是为了做好测试项目来测试学生在一个特定的等级里时候掌握了最重要的技能和知识。测试的项目主要根据各等级所要求的掌握标准来作出决定。但内容的有效性取决于最后的能力测试的表现。